# 구진군
구진군(九眞郡)은 중국의 옛 군이다.

## 전한
교지자사부에 속했다. 작은 강이 52개 있어 함께 8560리를 간다. 원시 2년(2년)의 인구조사에 따르면 35,743호, 166,013명이 있었다. 계관(界關)이 있었다. 아래의 속현 목록은 《한서》지리지의 내용이다. 원연·수화 연간(기원전 8년 무렵)의 현황으로 여겨지며, 총 7현이다. 치소는 서포현이다.
| 현명   | 한자          | 대략적 위치                          | 비고 |
| ------ | ------------- | ------------------------------------ | ---- |
| 서포현 | 胥浦縣        | 베트남 타인호아성 타인호아 북서      |      |
| 거풍현 | 居風縣        | 베트남 타인호아성 타인호아 북        |      |
| 도롱현 | 都龐縣 都寵縣 | 베트남 타인호아성 껌투이현 남동 일대 |      |
| 여발현 | 餘發縣        | 베트남 닌빈성 낌선현 동부 일대       |      |
| 함환현 | 咸驩縣        | 베트남 응에안성 지엔쩌우현 서        |      |
| 무절현 | 無切縣        | 베트남 닌빈성 호알르 서              |      |
| 무편현 | 無編縣        | 베트남 타인호아 성 뉴쑤언현 동       |      |

## 신
다음 현의 이름을 고쳤다.
| 전한 | 신             |
| ---- | -------------- |
| 서포 | 환성(驩成)     |
| 무편 | 구진정(九眞亭) |

## 태수

### 전한
- 거익창(? ~ 기원전 54년)

### 후한
- 임연(건무 초기): 4년간 다스렸다.
- 축량(祝良, 138년 당시)
- 예식(兒式, ? ~ 157년)
- 사유(士䵋, ? ~ 220년)

### 삼국 시대
- 사유(220년 ~ 226년)
- 곡랑(? ~ 272년)